# Boninbrilvogel
De boninbrilvogel (Apalopteron familiare) is een zangvogel uit de familie Zosteropidae (brilvogels). De Japanse naam is Meguro (メグロ).

## Verspreiding en leefgebied
Deze soort is endemisch op de Japanse Bonin-eilanden en telt twee ondersoorten:
- A. f. familiare: noordelijke Bonin-eilanden
- A. f. hahasima: zuidelijke Bonin-eilanden.

## Status
De grootte van de populatie wordt geschat op 15.600 volwassen vogels en is stabiel. Op de Rode lijst van de IUCN heeft deze soort de status niet bedreigd.